# Hans Wallat
Hans Wallat (* 18. Oktober 1929 in Berlin; † 11. Dezember 2014 in Hilden) war ein deutscher Dirigent und Generalmusikdirektor.

## Biografie
Hans Wallat wurde als Sohn von Klara Wallat, geborene Haffner, und Eduard Wallat in Berlin geboren. Von 1945 bis 1950 absolvierte er seine Dirigenten-Ausbildung bei Rudolf Neuhaus in Schwerin. Nach ersten Tätigkeiten in Schwerin (Mecklenburgische Staatskapelle Schwerin), Stendal (Theater der Altmark), Meiningen (Das Meininger Theater) und Cottbus (Staatstheater Cottbus) wurde Wallat 1958 Erster Kapellmeister an der Oper Leipzig und wenig später auch als Erster Kapellmeister an die Deutsche Oper Berlin engagiert. Dort spezialisierte er sich auf das Deutsche Fach, vor allem auf die Werke Richard Wagners.
Im Jahr 1965 wurde er Generalmusikdirektor (GMD) am Theater Bremen und dirigierte auf Empfehlung des erkrankten Karl Böhm 1968 bei den Bayreuther Festspielen die Aufführungen Die Meistersinger von Nürnberg und Der fliegende Holländer, die er in Bayreuth auch 1970/71 komplett übernahm. Seither galt er als Wagner-Spezialist und dirigierte u. a. an der Metropolitan Opera in New York, am Bolschoi-Theater in Moskau und an der Wiener Staatsoper. Insgesamt hat er etwa 90 Ring-Zyklen dirigiert und galt als einer der kenntnisreichsten Interpreten der Tetralogie.
Von 1970 bis 1980 war Wallat Generalmusikdirektor am Nationaltheater Mannheim, ab 1979 am Theater Dortmund. Von 1985 war er Staatskapellmeister an der Hamburger Staatsoper. Von 1986 bis 1996 prägte er als GMD gemeinsam mit dem Generalintendanten Kurt Horres die Deutsche Oper am Rhein in Duisburg/Düsseldorf. 1996 wurde er zum Ehrendirigenten der Düsseldorfer Symphoniker ernannt.
Beim Richard Wagner Festival Wels dirigierte er Tristan und Isolde, Siegfried und Parsifal. Zu seinem 75. Geburtstag veranstaltete das neu erbaute Konzerthaus Dortmund unter der Regie seines Gründungsintendanten Ulrich Andreas Vogt 2003 und 2004 einen vielbeachteten Wallat-Ring, eine halbszenische Aufführung des Ring des Nibelungen mit internationaler Solistenbesetzung und den Dortmunder Philharmonikern.
Er war verheiratet mit Beatrix Haffner, geborene Frick, und hatte zwei Kinder (Andreas und Franziska).

## Ehrungen
- Für seine Verdienste wurde Wallat mit dem Bundesverdienstkreuz am Bande ausgezeichnet.
- Im April 2009 wurde er Ehrenmitglied der Deutschen Oper am Rhein.
- Aus Anlass seines 80. Geburtstags fand im Düsseldorfer Opernhaus im November 2009 ein Festliches Wagner-Konzert unter Wallats Leitung statt.
- 2010 wurde er mit dem Musikpreis der Stadt Duisburg ausgezeichnet.